# Bernd Patzig

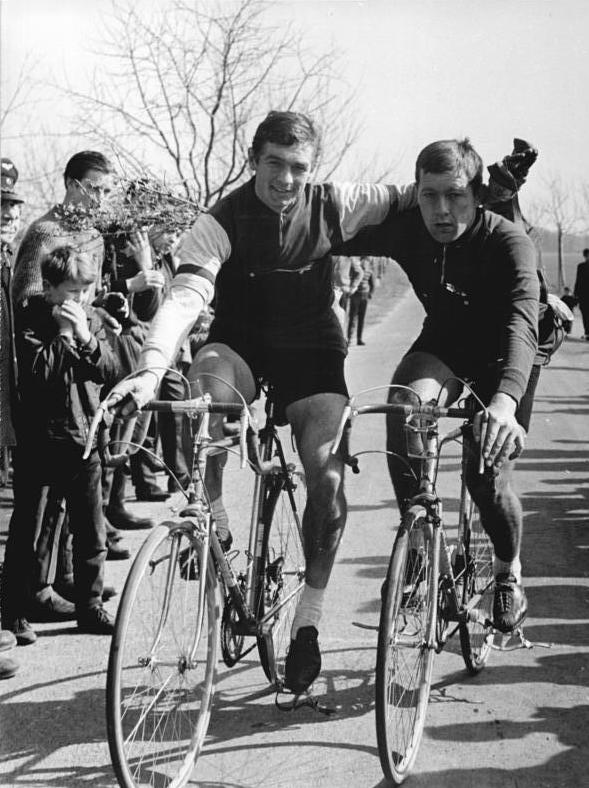
Rainer Marks und Bernd Patzig

Bernd Patzig (* 22. Juni 1944 in Chemnitz) ist ein ehemaliger deutscher Radrennfahrer, der während der 1960er Jahre in der DDR aktiv war. 

## Sportliche Laufbahn
Patzig, dessen Vater ebenfalls im Radsport aktiv gewesen war, begann seine Laufbahn als Radrennfahrer 1959 bei der Karl-Marx-Städter Betriebssportgemeinschaft (BSG) Motor Diamand, für die er in der Altersklasse 14/16 bereits erste Rennen gewann. Sein erster Trainer war Siegfried Oertelt. Mit der Jugendklasse wechselte er 1962 zur BSG Wismut Karl-Marx-Stadt und wurde im selben Jahr mit der BSG Wismut DDR-Meister im Jugend-Mannschaftsfahren auf der Straße und Zweiter im Jugend-Einzelstraßenfahren. 1963 wurde Patzig, der inzwischen seine Ausbildung zum Tapezierer abgeschlossen hatte, vom neu gegründeten SC Karl-Marx-Stadt übernommen und fuhr nun im Männerbereich, wo er sogleich die Bezirksmeisterschaft von Karl-Marx-Stadt gewinnen konnte und rasch in die Leistungsklasse I aufstieg. 
Seine ersten nennenswerten Erfolge im Männerbereich erzielte der 1,78 m große Patzig im Jahre 1965. Bei der Slowakei-Rundfahrt wurde er nach einem Etappensieg in der Endwertung Dritter und erkämpfte sich das Violette Trikot des aktivsten Fahrers. Gute Platzierungen erreichte er außerdem bei den Eintagesrennen Rund um Leipzig (5.), Rund um Berlin (7.) und Rund um das Spaargebirge (5.). An diese Erfolge knüpfte Patzig, der 1965 auch seinen Meisterbrief als Tapeziermeister erworben hatte, 1966 zunächst nahtlos an. Bei den Qualifikationsrennen zur Internationalen Friedensfahrt erreichte er die Aufnahme in die DDR-Friedensfahrtmannschaft, nachdem er zwei der Qualifikationsrennen gewonnen hatte. Als Jüngster im Team hatte er bei der Tour von Anfang an Anpassungsschwierigkeiten, arbeitete sich mühsam bis zum 53. Platz vor, schied aber nach der neunten Etappe wegen eines Sturzes vorzeitig aus. Bei der späteren Polen-Rundfahrt konnte er sich bei einzelnen Etappen mit zwei zweiten und einem dritten Platz besser in Szene setzen. In der Abschlusswertung kam er als bester DDR-Fahrer auf Rang 14. 
1967 gewann er das Rennen Rund um die Hainleite und nahm an der Österreich-Rundfahrt teil. Dort wurde er auf einer Etappe Zweiter und am Ende 22. 
1968 wurde sein erfolgreichstes Jahr, als er nicht nur Etappensieger bei der DDR-Rundfahrt und der Bulgarien-Rundfahrt, sondern auch DDR-Meister im Straßenfahren werden konnte. 1970 bestritt er erneut die Österreich-Rundfahrt, bei der er bei den Etappen sechs und acht auf den dritten bzw. zweiten Platz und in der Endwertung auf Platz 27 landete.
26-jährig beendete er Ende 1970 seine Karriere als Radsportler.